# Thunbach
| Zuläufe und Bauwerke \| Thunbach (Altbach) \| Thunbach (Altbach) \| Thunbach (Altbach) \| Thunbach (Altbach) \| Thunbach (Altbach) \| \| ------------------ \| ------------------ \| ------------------ \| ------------------ \| ------------------ \| \| Legende \| \| \| \| \| \| \| \| \| Wetzikon TG \| \| \| \| Getschhuuserweier \| \| \| \| \| \| Lustdorf \| \| \| \| \| \| \| \| \| \| \| \| Thundorf TG \| \| \| \| \| \| Dietlismühle \| \| \| \| \| \| \| \| \| \| \| \| Dingenhart \| \| \| \| \| \| \| \| \| \| \| \| \| \| Halingen \| \| \| \| \| \| \| \| \| \| \| \| \| \| \| \| Matzingen \| \| \| \| \| Lauche \| \| \| \| \| |                   |  |             |  |
| Thunbach (Altbach) |                   |  |             |  |
| Legende |                   |  |             |  |
| |                   |  | Wetzikon TG |  |
| | Getschhuuserweier |  |             |  |
| | Lustdorf          |  |             |  |
| |                   |  |             |  |
| | Thundorf TG       |  |             |  |
| | Dietlismühle      |  |             |  |
| |                   |  |             |  |
| | Dingenhart        |  |             |  |
| |                   |  |             |  |
| |                   |  | Halingen    |  |
| |                   |  |             |  |
| |                   |  |             |  |
| | Matzingen         |  |             |  |
| Lauche |                   |  |             |  |

Der Thunbach (auch Tuebach oder Tuenbach; im einheimischen Dialekt: [ˈtuəbaxˑ]) ist ein rund 9 Kilometer langer Bach im Bezirk Frauenfeld des Schweizer Kantons Thurgau. Er ist ein nordöstlicher und rechter Zufluss der Lauche.

## Name
Der Bach wird erstmals 1433 urkundlich erwähnt (stosse an bach den man nempt Tůan, und an weg gen Frǒwenfäld). Der Name könnte zu mhd. tuom ‹Macht, Herrschaft(sbereich), Besitz› gehören und als ‚Grenz(bach)‘ zu deuten sein. Das Haalinger Tobel hiess früher Dingenharter Tobel.

## Geographie

### Verlauf
Der Thunbach entspringt auf einer Höhe von etwa 593 m ü. M. oberhalb des Getschhuuserweiers (auch Wetzikerweier) in der Nähe von Wetzikon als Altbach, der sich bei Thundorf mit dem andern Quellbach, dem von Lustdorf herkommenden Ufhoferbach, vereinigt. 
In seinem weiteren Laufe umfliesst der Thunbach in einer Schlaufe den Weiler Halingen und bildet eine fast 2 km lange Waldschlucht (Haalinger Tobel). 
Im Dorfkern von Matzingen mündet er schliesslich auf einer Höhe von etwa 443 m ü. M. von Norden in die aus dem Osten heranziehende Lauche.
Sein etwa 9,2 km langer Lauf endet ungefähr 150 Höhenmeter unterhalb seiner Quelle, er hat somit ein mittleres Sohlgefälle von etwa 16 ‰.

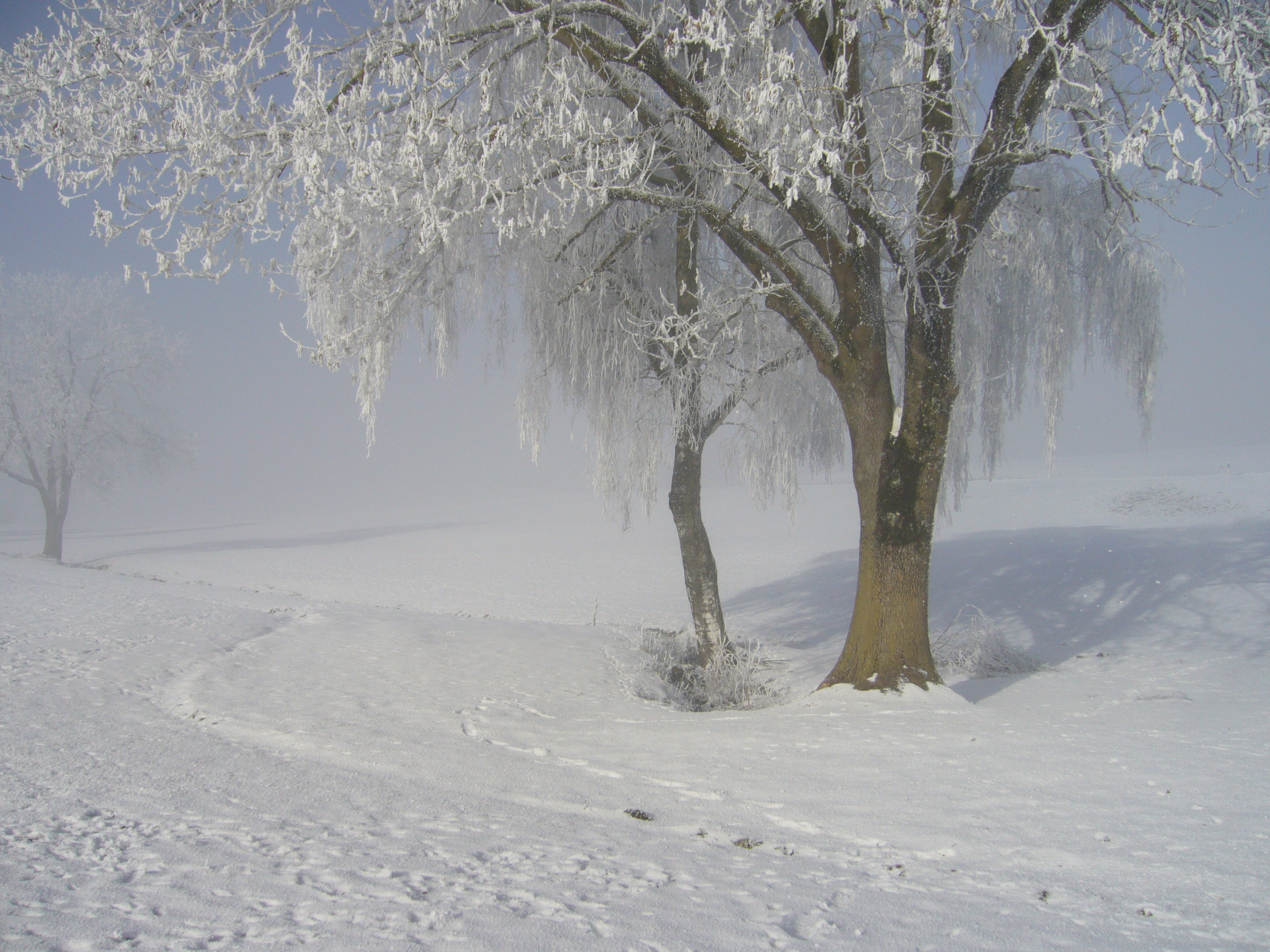
Verschneite Quelle des Altbachs
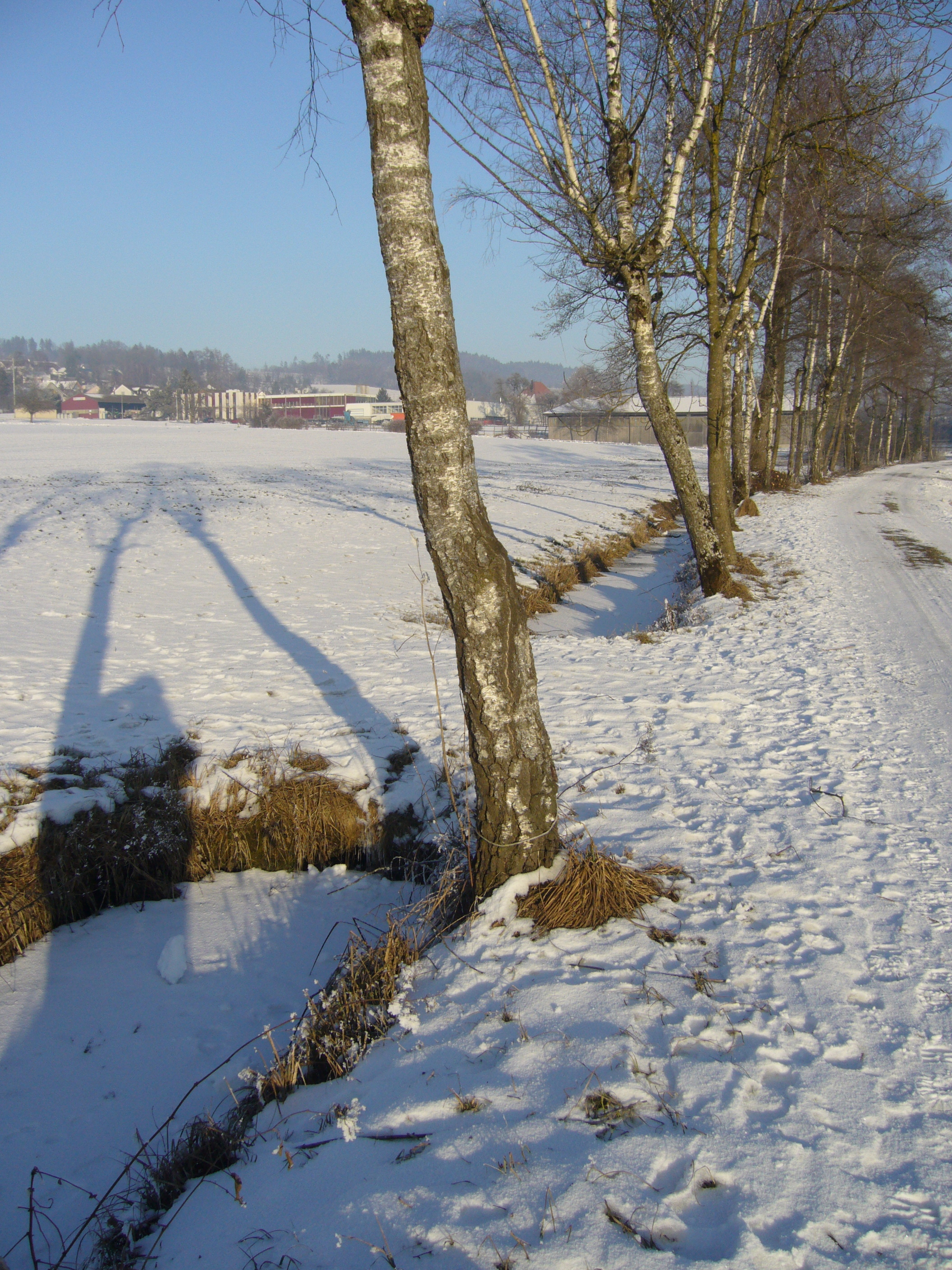
Zugefrorner Seitengraben vor der Dietlismühle
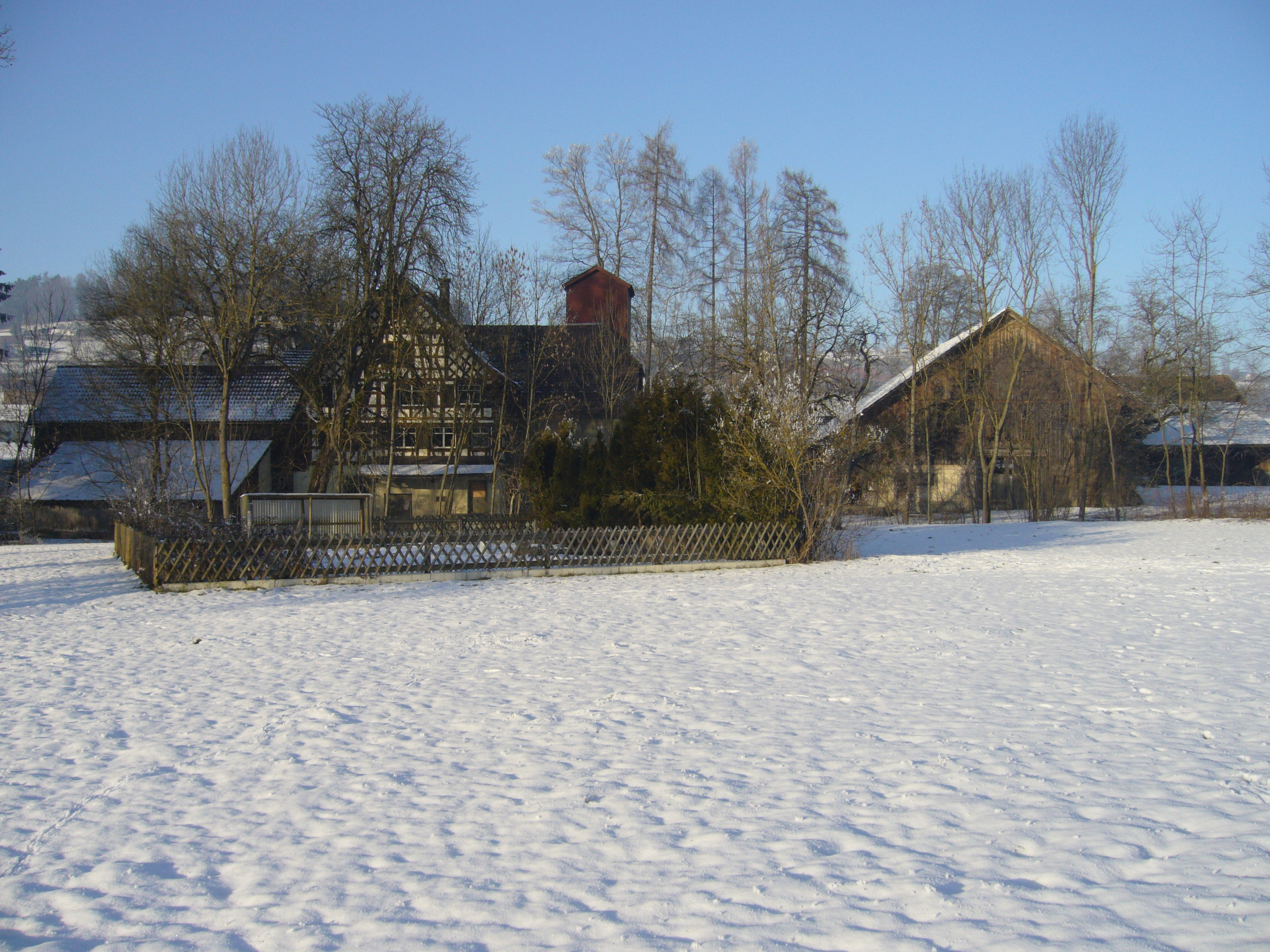
Dietlismühle am Thunbach im Winter

### Einzugsgebiet
Das 14,14 km² grosse Einzugsgebiet des Thunbachs liegt im Schweizer Mittelland und wird über die Lauche, die Murg, die Thur und den Rhein zur Nordsee entwässert.
Es besteht zu 27,3 % aus bestockter Fläche, zu 64,4 % aus Landwirtschaftsfläche, zu 8,0 % aus Siedlungsfläche und zu 0,3 % aus unproduktiven Flächen.
Die Flächenverteilung
Die mittlere Höhe des Einzugsgebietes beträgt 589,1 m ü. M., die minimale Höhe liegt bei 452 m ü. M. und die maximale Höhe bei 720 m ü. M.

### Zuflüsse
Reihenfolge von der Quelle zur Mündung. Bezeichnungen nach dem Kartenportal Thurgau (ThurGIS)
- Ufhoferbach (rechter Quellbach)
- Altbach (linker Quellbach)
- Bachtöblibach (links)
- Ildbach (rechts)
- Niedermattbach (rechts)
- Mülibach (links)
- Chöllbach (links)
- Amselenächtbach (links)
- Geerebach (rechts)
- Töblibach (links)

## Hydrologie
Bei der Mündung des Thunbachs in die Lauche beträgt seine modellierte mittlere Abflussmenge (MQ) 180 l/s. Sein Abflussregimetyp ist pluvial inférieur, und seine Abflussvariabilität beträgt 25.